# San Andrés Zabache
San Andrés Zabache är en ort i Mexiko.   Den ligger i kommunen San Andrés Zabache och delstaten Oaxaca, i den sydöstra delen av landet, 400 km sydost om huvudstaden Mexico City. San Andrés Zabache ligger 1 418 meter över havet och antalet invånare är 726.
Terrängen runt San Andrés Zabache är varierad. San Andrés Zabache ligger nere i en dal. Runt San Andrés Zabache är det ganska tätbefolkat, med 56 invånare per kvadratkilometer. Närmaste större samhälle är Ayoquezco de Aldama, 9,5 km norr om San Andrés Zabache. I omgivningarna runt San Andrés Zabache växer huvudsakligen savannskog.